# Liste des médaillés français aux championnats d'Europe de tumbling
- Cet article est partiellement ou en totalité issu de l'article intitulé « Gymnastique en France » (voir la liste des auteurs).

La liste complète des médaillés français aux championnats d'Europe de tumbling. Seules sont indiquées les éditions durant lesquelles les gymnastes français ont obtenu au moins une médaille.
Tableau mis à jour après les championnats d'Europe de Bakou en 2018.
| Lieux (Année)            | Épreuve                          | Épreuve                                                                |
| Lieux (Année)            | Individuel                       | Par équipe                                                             |
| ------------------------ | -------------------------------- | ---------------------------------------------------------------------- |
| Groningue (1985)         | Pascal Éouzan Didier Semmola     | Pascal Éouzan Didier Semmola Philippe Chapus Christophe Lambert        |
| Braga (1987)             | Pascal Éouzan Philippe Chapus    | Pascal Éouzan Philippe Chapus Christophe Lambert Philippe Paulin       |
| Copenhague (1989)        | Pascal Éouzan Christophe Lambert | Pascal Éouzan Philippe Chapus Christophe Lambert Philippe Paulin       |
| Poznan (1991)            |                                  | Franck Salcines Christophe Fréroux Éric Doussinault Nicolas Francillon |
| Sursee (1993)            | Stéphane Bayol                   | Pascal Éouzan Christophe Fréroux Stéphane Bayol                        |
| Antibes (1995)           |                                  | pas d'information sur la composition de l'équipe                       |
| Eindhoven (2000)         |                                  | Gael Manry Christopher Gigou Alexandre Dechanet Nicolas Fournials      |
| Saint-Pétersbourg (2002) | Yves Tarin                       | pas d'information sur la composition de l'équipe                       |
| Sofia (2004)             | Yves Tarin                       |                                                                        |